# Sehirus cinctus
Sehirus cinctus är en insektsart som först beskrevs av Palisot 1811.  Sehirus cinctus ingår i släktet Sehirus och familjen taggbeningar. Arten har inte påträffats i Sverige.

## Underarter
Arten delas in i följande underarter:
- S. c. cinctus
- S. c. albonotatus
- S. c. texensis